# Bohoula
Bohoula (en macédonien Бохула) est un village du sud de la Macédoine du Nord, situé dans la municipalité de Kavadartsi. Le village comptait 28 habitants en 2002.

## Démographie
Lors du recensement de 2002, le village comptait :
- Macédoniens : 28